# Alen Blažević
Alen Blažević (* 29. März 1986 in Našice) ist ein Handballspieler aus Kroatien.
Der 1,98 Meter große und 100 Kilogramm schwere linke Rückraumspieler lief von 2005 bis 2008 für den RK Velenje und in der Saison 2008/09 für den RK Koper in Slowenien auf. Von 2009 bis 2011 spielte er für den kroatischen Verein RK Našice. In der Saison 2011/12 war er beim spanischen Klub BM Guadalajara unter Vertrag. Von 2012 bis 2020 stand er im Kader des ungarischen Vereins Pick Szeged, mit dem er 2014 den EHF-Pokal, 2018 die ungarische Meisterschaft sowie 2019 den ungarischen Pokal gewann. In der Saison 2020/21 spielte er zunächst für den rumänischen Verein HCM Constanța, kehrte dann aber im Februar 2021 nach Našice zurück.
Für die kroatische Nationalmannschaft bestritt Alen Blažević bis Dezember 2018 dreizehn Länderspiele, in denen er acht Tore warf; er stand im erweiterten Aufgebot für die Weltmeisterschaft 2011.